# Tašičho dzong
Tašičho dzong (བཀྲ་ཤིས་ཆོས་རྫོང) je budistični samostan in trdnjava na severnem robu mesta Thimphu v Butanu, na zahodnem bregu reke Wang Čhu. Tradicionalno je bil sedež Druk Desija (ali Deb Raja), vodje butanske civilne vlade, urad, ki je bil združen s kraljestvom od ustanovitve monarhije leta 1907 in poletna prestolnica države. V starih britanskih dokumentih je znan kot Tassisudon.
Zgradil ga je prvi Dharma Raja, ki je tudi ustanovil budistično sekto Lho-drukpa, ki je ostala značilna sekta Butana. Pravilna transliteracija vernakularnega imena – Bkrashis-chhos-rdzong, ki pomeni 'trdnjava ugodne doktrine' - po besedah dr. Grahama Sandberga, Tašičho dzong.
Glavna zgradba pobeljene stavbe je dvonadstropna s tremi nadstropnimi stolpi na vsakem od štirih vogalov, ki jih dopolnjujejo trikotne zlate strehe. Obstaja tudi velik osrednji stolp ali utse.

## Zgodovina
Prvotni Thimphu dzong (Do-Ngön Dzong ali 'Modri kamnit dzong') je leta 1216 zgradil lama Gjalva Lhanapa (1164-1224), ustanovitelj Lhapske veje Drikung Kagyu, na mestu, kjer stoji samostan Dečen Phodrang, greben nad sedanjim Tašičho dzongom. Leta 1641 je šabdrung Ngavang Namgjal prevzel dzong iz Lhapa Kagyuja, ga posvetil in preimenoval v Tašičho dzong. Nato je bil ustanovljen kot glavni sedež južne Drukpa (sekta Rdečih kap), šole Kagju in poletna rezidenca samostanskega telesa ali sanghe pod vodstvom šabdrunga Rinpočeja. Večina tega prvotnega dzonga je bila uničena v požaru leta 1772. Novi dzong je na sedanjem mestu zgradil šestnajsti Desi, Sonam Lhudrup in ga nato posvetil trinajsti Je Khenpo, Je Yonten Taye in ga imenoval Novi dzong Sonamčö-dzong. Po smrti Desija se je po starem dzongu preimenoval v Tašičho dzong.
Tašičho dzong je bil še trikrat uničen v požaru, hkrati pa je bil v potresu resno poškodovan. Vsakič so ga obnovili takratni Desi in Je Khenpo. Leta 1962, ko je bila prestolnica preseljena iz Punakhe v Thimphu, je sedanji dzong obnovil tretji kralj Džigme Dordži Vangčuk, kot sedež vlade po drugačnem načrtu od starega. Od osrednjega dzonga ostajata le osrednji stolp, Lhakhang Sarp (novi tempelj) in glavni Gönkhang (zaščitni tempelj). Po njegovem dokončanju leta 1968 so nov Tašičho dzong posvetili 66. Je Khenpo Yonten Tarčin, 16. Karmapa, Rangjung Rigpai Dordže in Je Kudre, Jamyang Yeše.
Tašičho dzong je sedež Butanske vlade od leta 1968. Trenutno je v njem sedež prestolnice in kraljeve pisarne, sekretariat kabineta in ministrstev za notranje zadeve in finance. Nekateri drugi vladni oddelki so nastanjeni v stavbah južno od dzonga, drugi pa v novih stavbah v Thimphuju. Zahodno od dzonga je majhen stolp Ney Khang Lhakhang, v katerem je kip Bude Šakjamuni in zaščitnih božanstev . Leta 1953 se je kraljeva družina preselila v novo zgrajeno palačo Dečenčoling.

## Templji in kapele v dzongu
V Tašičho dzongu je trideset templjev, kapel in svetišč:
- Tašičho dzong leta 1921
- Tašičho dzong pozimi
- Utse ali centralni stolp v Tašičho dzong
- Tašičho dzong ponoči
- Tšeču festival